# Liste des métropoles de Virginie Occidentale
Cet article donne une liste des métropoles de Virginie Occidentale aux États-Unis.
Une région (ou aire) métropolitaine aux États-Unis se définit par une approche fonctionnelle et non comme en Europe par une approche historique. Elle consiste en un noyau de comtés urbanisés auquel sont rattachés d'autres comtés contigus sur des critères basés sur le degré d'intégration économique et social (la région métropolitaine prend le nom de la ou des villes les plus importantes incluses dans ce noyau).
| Rang | Métropole                         | Population 2000 | Aires concernées |
| ---- | --------------------------------- | --------------- | --- |
| 1    | Aire métropolitaine de Charleston | 309 635         | en Virginie Occidentale : les comtés de Kanawha, de Boone, et de Clay                                                                            |
| 2    | Huntington-Ashland-Ironton        | 287 702         | en Virginie Occidentale : les comtés de Wayne et de Cabell dans le Kentucky : les comtés de Boydet de Greenup dans l'Ohio : le comté de Lawrence |
| 3    | Hagerstown-Martinsburg            | 269 140         | dans le Maryland : le comté de Comté de Washington en Virginie Occidentale : les comtés de Comté de Berkeley et de Comté de Morgan               |
| 4    | Pankersburg-Marietta-Vienna       | 161 724         | en Virginie Occidentale : les comtés de Pleasants, de Wirt et de Wood dans l'Ohio : le comté de Washington                                       |
| 5    | Aire métropolitaine de Wheeling   | 153 172         | en Virginie Occidentale : les comtés de Marshall et de l'Ohio dans l'Ohio : le comté de Belmont                                                  |
| 6    | Aire métropolitaine de Morgantown | 129 709         | en Virginie Occidentale : les comtés de Monongalia et de Preston dans l'Ohio : le comté de Washington                                            |
| 7    | Weirton-Steubenville              | 124 454         | dans l'Ohio : le comté de Jefferson en Virginie Occidentale : les comtés de Hancock et de Brooke                                                 |